# Chiusaforte
Chiusaforte (friülà Scluse) és un municipi italià, dins de la província d'Udine. L'any 2007 tenia 754 habitants. Limita amb els municipis de Dogna, Malborghetto Valbruna, Moggio Udinese, Bovec (Eslovènia), Resia, Resiutta i Tarvisio.

## Administració
| Període | Identitat    | Partit        |
| ------- | ------------ | ------------- |
| 2004-   | Luigi Marcon | Llista cívica |

## Galeria fotogràfica

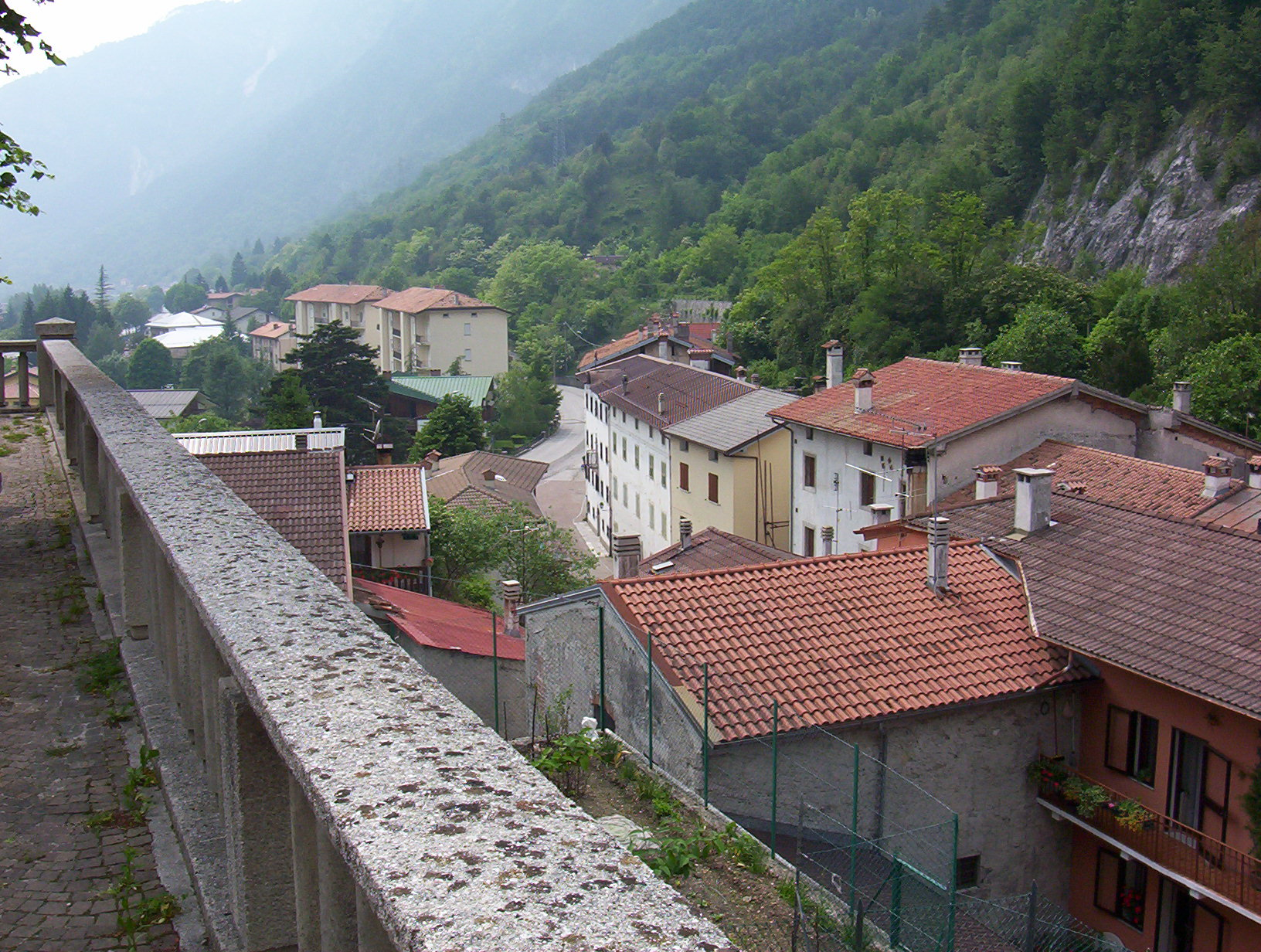
Vista del centre del país
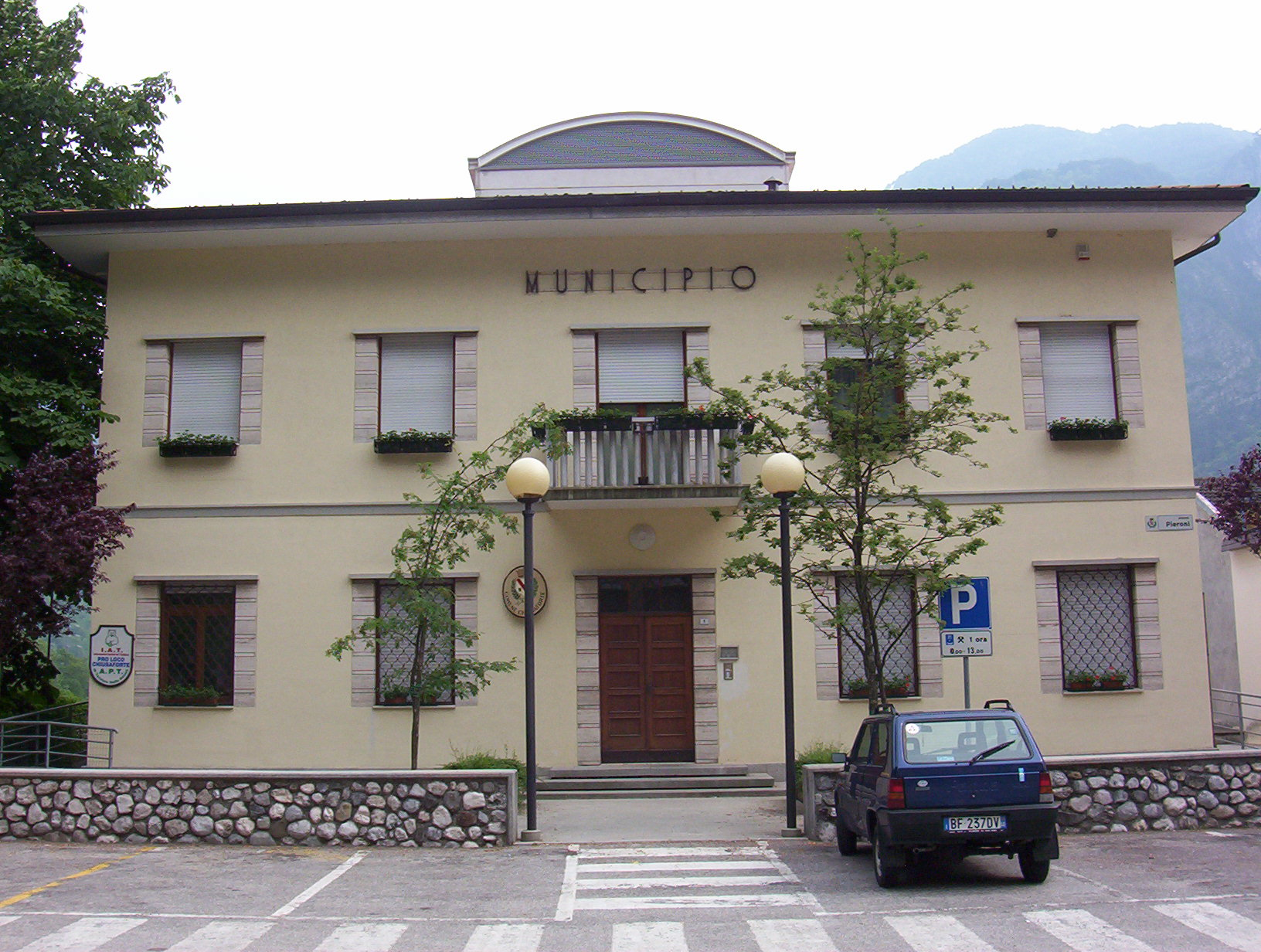
Municipi